# Manuel Cristóbal Errandonea
Manuel Cristóbal Errandonea (Bera, 27 de febrer de 1905 - París, 7 de juliol de 1957) va ser un polític i militar espanyol.
Va néixer en el si d'una família catòlica, euskaldun i de tradició carlina. En la seva joventut va treballar com a taxista a l'Estació del Nord d'Irun i també com a contrabandista a la frontera. Membre del sindicat de xofers de la UGT, des de 1931 va estar afiliat al Partit Comunista d'Espanya (PCE).
Després de l'esclat de la Guerra civil es va unir a les milícies republicanes. Durant la campanya de Guipúscoa es va destacar especialment en la defensa d'Irun i de Sant Sebastià. Després, durant la campanya del Nord, va manar el batalló «Rosa Luxemburg», la 6a Brigada basca i, posteriorment, la 49a Divisió. En el transcurs els combats a Biscaia va resultar ferit. Amb la caiguda del front Nord va tornar a la zona central republicana, on va ser nomenat comandant d'una de les divisions del XIV Cos d'Exèrcit Guerriller. Posteriorment assumiria el comandament de la 25a Divisió —unitat veterana formada per milicians anarquistes— i, més endavant, del XXI Cos d'Exèrcit al Front de Llevant. El setembre del 1938 va ser ascendit al rang de tinent coronel. Al final de la contesa va marxar a l'exili.
En l'exili va dirigir el PCE-EPK. El 1954 va ser escollit membre del Buró polític del PCE. Va morir a París el 1957.